# Belfort
Belfort este un oraș în Franța, prefectura departamentului Territoire de Belfort, în regiunea Franche-Comté.

## Personalități născute aici
- François Joseph Heim (1787 - 1865), pictor;
- Jules Brunet⁠(d) (1838 - 1911), ofițer;
- Étienne Mattler⁠(d) (1905 - 1986), fotbalist;
- Claude Bourquard (n. 1937), scrimer;
- Jean-Pierre Chevènement⁠(d) (n. 1939), politician;
- Bruno Famin (n. 1962), inginer specialist în automobilism.